# Хемда Бен-Єгуда
Хемда Бен-Єгуда (івр. חֶמְדָּה בֵּן־יְהוּדָה; при народженні — Бейла Йонас, нар. 4 липня 1873, Дрісса — пом. 25 серпня 1951, Єрусалим) — ізраїльська письменниця, перекладачка. Друга дружина Еліезера Бен-Єгуда.

## Біографія
Бейла Іонас народилася в родині єврейського письменника і поета Шломо-Нафталі-Герца Іонаса та Ривки-Леї Барабіш. Була п'ятою дитиною з семи дітей. Закінчивши гімназію, вступила на Вищі жіночі курси. Після смерті своєї старшої сестри — Девори Йонас, першої дружини Еліезера Бен-Єгуда, вийшла заміж за нього і переселилася до Єрусалиму.
По прибуттю в Ерец-Ісраель писала оповідання на івриті, статті в газеті «На-Цві». Допомагала Еліезеру Бен-Єгуду в його літературної діяльності. Багато зробила для підготовки публікації наукового та літературного спадщини Бен-Єгуда.
Після смерті Еліезера Бен-Єгуда продовжила (спільно з сином Єгудом) проект «Повного словника стародавнього і сучасного івриту».